# Kazimierz Jaczewski
Kazimierz Julian Wincenty Jaczewski (ur. 19 lipca 1862 w Wilkowie, zm. 1 marca 1934 w Warszawie) – polski lekarz, działacz społeczny i kulturalny, bibliotekarz.

## Życiorys
Syn urzędnika państwowego Antoniego. Ukończył gimnazjum w Warszawie. Studia lekarskie ukończył na Cesarskim Uniwersytecie Warszawskim w 1887 roku. W tym też roku na stałe przeniósł się do Lublina. Stryj Kazimierza Franciszek Jaczewski był wówczas biskupem ordynariuszem diecezji lubelskiej.
Po przyjeździe do Lublina Kazimierz Jaczewski rozpoczął pracę w Szpitalu Świętego Wincentego, a od 1894 roku w Szpitalu Świętego Józefa. W szpitalu tym pracował do końca życia najpierw jako lekarz nadetatowy, ordynator etatowy (1895) później starszy (1900), a w końcu jako lekarz naczelny. Jaczewski bardzo przyczynił się do rozwoju szpitala. Dzięki jego inicjatywie najpierw powstał gabinet fizykoterapii, później (1908) gabinet rentgenoterapii, gdzie zainstalowano pierwszy w Lublinie aparat rentgenowski. Także dzięki staraniom Jaczewskiego w 1922 roku powstało laboratorium.
Na wysokim poziomie stał kierowany osobiście przez niego oddział chorób skórnych i wenerycznych. Kazimierz Jaczewski był uznawany za jednego z najwybitniejszych specjalistów w obu tych dziedzinach.
Jaczewski brał częsty udział w konferencjach naukowych w całej Europie (Wiedeń, Paryż, Londyn i inne). Chętnie stosował nowe metody lecznicze np. w leczeniu gruźlicy. Dużo publikował w prasie specjalistycznej oraz popularnej. Przygotował m.in. raporty o stanie śmiertelności mieszkańców Lublina.
Jaczewski był członkiem Lubelskiego Towarzystwa Lekarskiego (1887–1910), z którego wystąpił i ponownie się zapisał w 1917. W dziesięć lat później uzyskał tytuł członka honorowego. W Towarzystwie pełnił m.in. funkcję bibliotekarza (1887–1901), działał w wielu komisjach. Był także współorganizatorem i członkiem władz lubelskiego oddziału Towarzystwa Higienicznego Warszawskiego. W 1925 roku założył w Lublinie oddział Polskiego Towarzystwa Dermatologicznego.
Zmarł w marcu 1934 w Warszawie. W 1935 roku szpital obchodził setną rocznicę swego istnienia połączoną z uroczystym odsłonięciem tablicy pamiątkowej ku czci wieloletniego dyrektora (1887–1934).
W uznaniu zasług dr med. Kazimierza Jaczewskiego Prezydium Miejskiej Rady Narodowej w Lublinie nazwało w 1960 jego imieniem ulicę, przy której powstał Państwowy Szpital Kliniczny nr 4.
Kazimierz Jaczewski został pochowany w grobowcu rodzinnym, obok zmarłej 27 lat wcześniej żony Heleny z Sachsów, na cmentarzu przy ul. Lipowej.
Jego szwagrem był Henryk Sachs, ziemianin, poseł na Sejm z ramienia Stronnictwa Narodowego.

## Działalność społeczno-kulturalna
Aktywnością i pieniędzmi wspierał poczynania różnych instytucji i stowarzyszeń społeczno-kulturalnych Lublina. W Towarzystwie Szerzenia Oświaty „Światło” pełnił funkcje członka zarządu koła lubelskiego (1907), Uniwersytetu dla Wszystkich (1907) i Komisji Księgarskiej. Współzałożyciel Towarzystwa Biblioteki Publicznej im. Hieronima Łopacińskiego (1907), od początku jego działalności aż do swojej śmierci piastował stanowisko sekretarza, oddając się równocześnie bezinteresownie pracy bibliotekarskiej. Należał do grona czołowych aktywistów stowarzyszeń, jak: Lubelskie Towarzystwa Literacko-Naukowe (założone w 1910), Towarzystwa Opieki nad Zabytkami Przeszłości (1916, członek zarządu od 1918), Towarzystwa Miłośników Książki (założone w 1926) i innych.